# Vladislav Jloba
Vladislav Anatolievitch Jloba (en russe : Владислав Анатольевич Жлоба) est un joueur russe de volley-ball né le 2 mars 1982 à Gomel (RSS de Biélorussie). Il mesure 1,94 m et joue passeur.

## Clubs
| Club                   | De        | À         |
| ---------------------- | --------- | --------- |
| Dinamo Krasnodar       | 2000-2001 | 2006-2007 |
| Fakel Novy Ourengoï    | 2007-2008 | 2007-2008 |
| Iaroslavitch Iaroslavl | 2008-2009 | 2009-2010 |
| Fakel Novy Ourengoï    | 2010-2011 | 2010-2011 |
| Dinamo Krasnodar       | 2011-2012 | 2011-2012 |
| Oural Oufa             | 2012-2013 | ...       |

## Palmarès
- Challenge Cup
  - Finaliste : 2013
- Championnat de Russie
  - Finaliste : 2013